# Champhol
Champhol ist eine französische Gemeinde mit 3.674 Einwohnern (Stand: 1. Januar 2022) im Département Eure-et-Loir in der Region Centre-Val de Loire. Champhol gehört zum Arrondissement Chartres und zum Kanton Chartres-1.

## Geographie
Champhol liegt an der Eure, einem Nebenfluss der Seine. Umgeben wird Champhol von den Nachbargemeinden Saint-Prest im Norden, Gasville-Oisème im Osten, Chartres im Süden sowie Lèves im Westen.
Im Süden der Gemeinde auf der Grenze zur Nachbarstadt Chartres liegt der Militärflugplatz Base aérienne 122 Chartres-Champhol. 1940 war der Flugplatz bereits durch die deutsche Luftwaffe genutzt worden. 

## Geschichte
Der Ort wurde 986 als Campus Follis genannt. 

### Bevölkerungsentwicklung
| 1962 | 1968 | 1975 | 1982 | 1990 | 1999 | 2006 | 2018 |
| ---- | ---- | ---- | ---- | ---- | ---- | ---- | ---- |
| 657  | 818  | 1063 | 1694 | 2235 | 2898 | 3362 | 3682 |

## Sehenswürdigkeiten
- Kirche Saint-Denis, durch Bombardierung im Zweiten Weltkrieg weitgehend zerstört
- Schloss Vauventriers, ab 1598 in Bau, Anfang des 17. Jahrhunderts fertiggestellt, Monument historique seit 1969/2006

|  |  |

## Partnerschaft
Mit der deutschen Gemeinde Riegel am Kaiserstuhl in Baden-Württemberg besteht eine Partnerschaft. 